# Сухдев, Паван
Паван Сухдев (Pavan Sukhdev; род. 30 марта 1960, Нью-Дели, Индия) — индийский экономист-эколог. Посол доброй воли ЮНЕП (2012), президент WWF International (с января 2018). В 2008—2011 гг. руководитель исследований проекта The Economics of Ecosystems and Biodiversity. 14 лет проработал в Deutsche Bank (с 1994 года), достигнув там должности управляющего директора.
Лауреат премии Тайлера (2020).
Основатель и CEO специализированной консалтинговой фирмы GIST Advisory. Входит в советы Conservation International и Stockholm Resilience Centre.
Автор книги ‘Corporation 2020’, которую написал во время преподавания в Йеле в 2011-12 гг.
В 2011 году выступал на конференции TED. В 2010 и 2011 гг. докладчик в Давосе.
Отец двух дочерей.
Награды и отличия
- Личность 2010 года, «Environmental Finance»
- Медаль Institute of Ecology and Environmental Management (IEEM), Великобритания (2011)
- McCluskey Fellowship, Йель (2011)
- Gothenburg Award for Sustainable Development (2013)
- Bernhard Grzimek Prize for Biodiversity (2015)
- Blue Planet Prize (2016)
- Премия Тайлера (2020)[5][6]